# Montenegro Airlines
Montenegro Airlines d.o.o., kinh doanh với thương hiệu Montenegro Airlines, là hãng hàng không quốc gia của Montenegro. Căn cứ của hãng này tại Sân bay Podgorica. Hãng có các tuyến bay thường lệ ở châu Âu, cũng như các chuyến bay thuê bao khắp châu Âu vào mùa Hè. Căn cứ thứ nhì của hãng tại Sân bay Tivat. Tất cả các chuyến bay do hãng Montenegro Airlines cung ứng là tuyến quốc tế vì do hai sân bay của Montenegro chỉ cách nhau có 80 km.

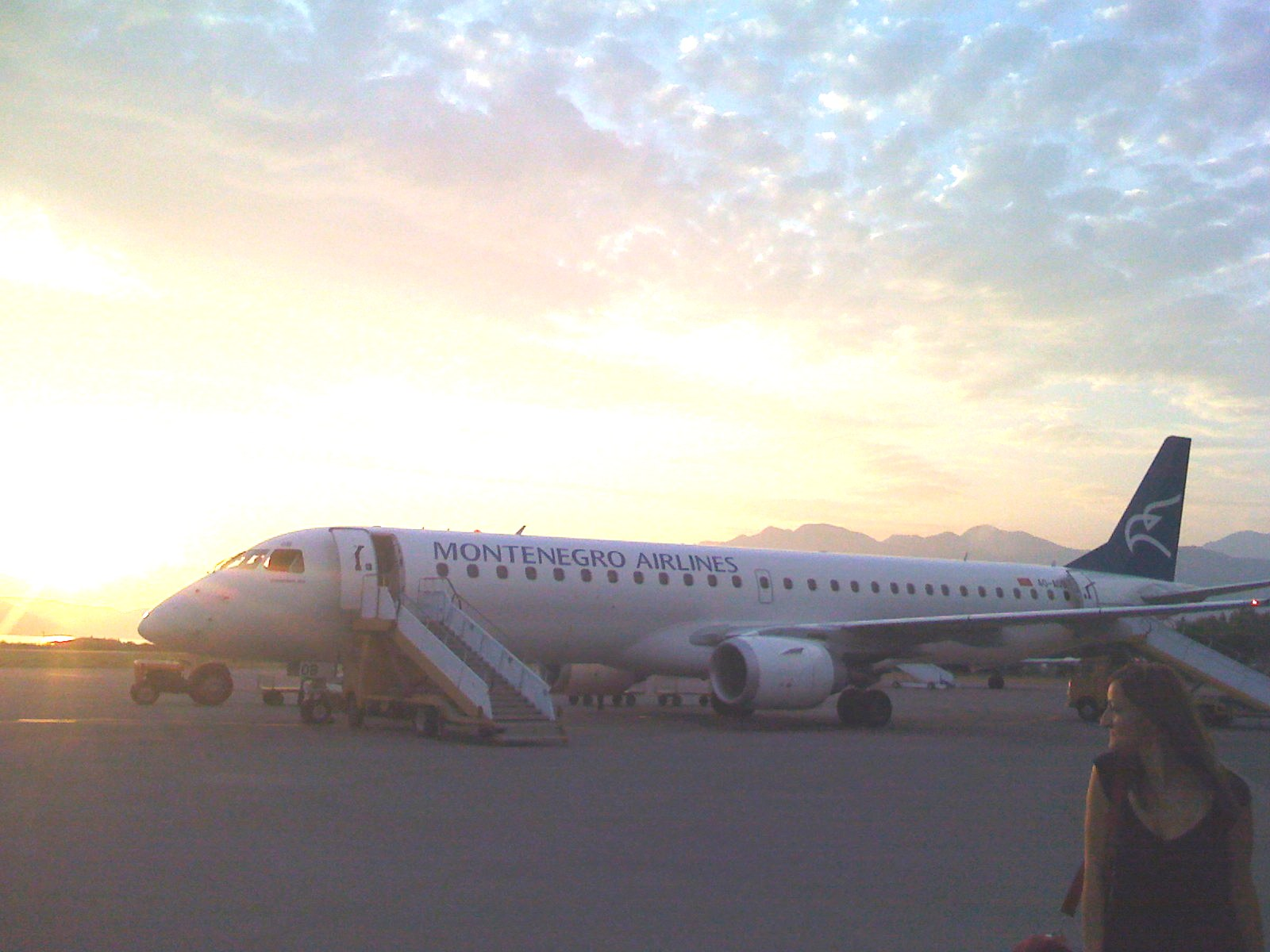
Máy bay Embraer 195 của Montenegro Airlines tại Sân bay Tivat

## Đội máy bay
Hãng Montenegro Airlines có đội tàu bay gồm các máy bay sau (thời điểm ngày 29 tháng 5 năm 2010):
Tại thời điểm ngày 29 tháng 5 năm 2101, tuổi trung bình của máy bay hãng Montenegro Airlines là 14,6 năm.